# Terme dei Cisiarii
Le Terme dei Cisiarii (II,II,3) sono un complesso termale nella regio II della città romana di Ostia.

## Descrizione

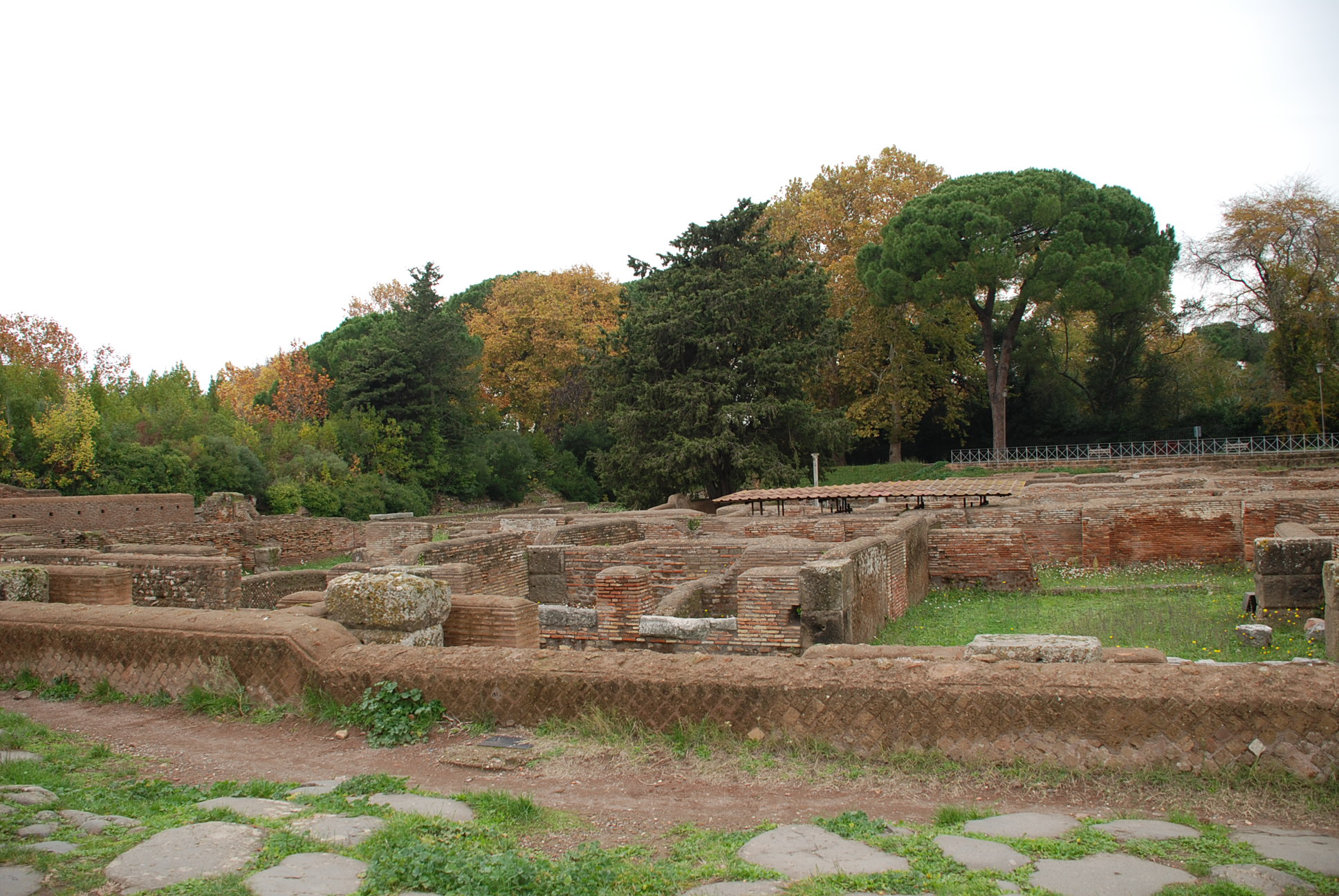
Vista dal decumano massimo

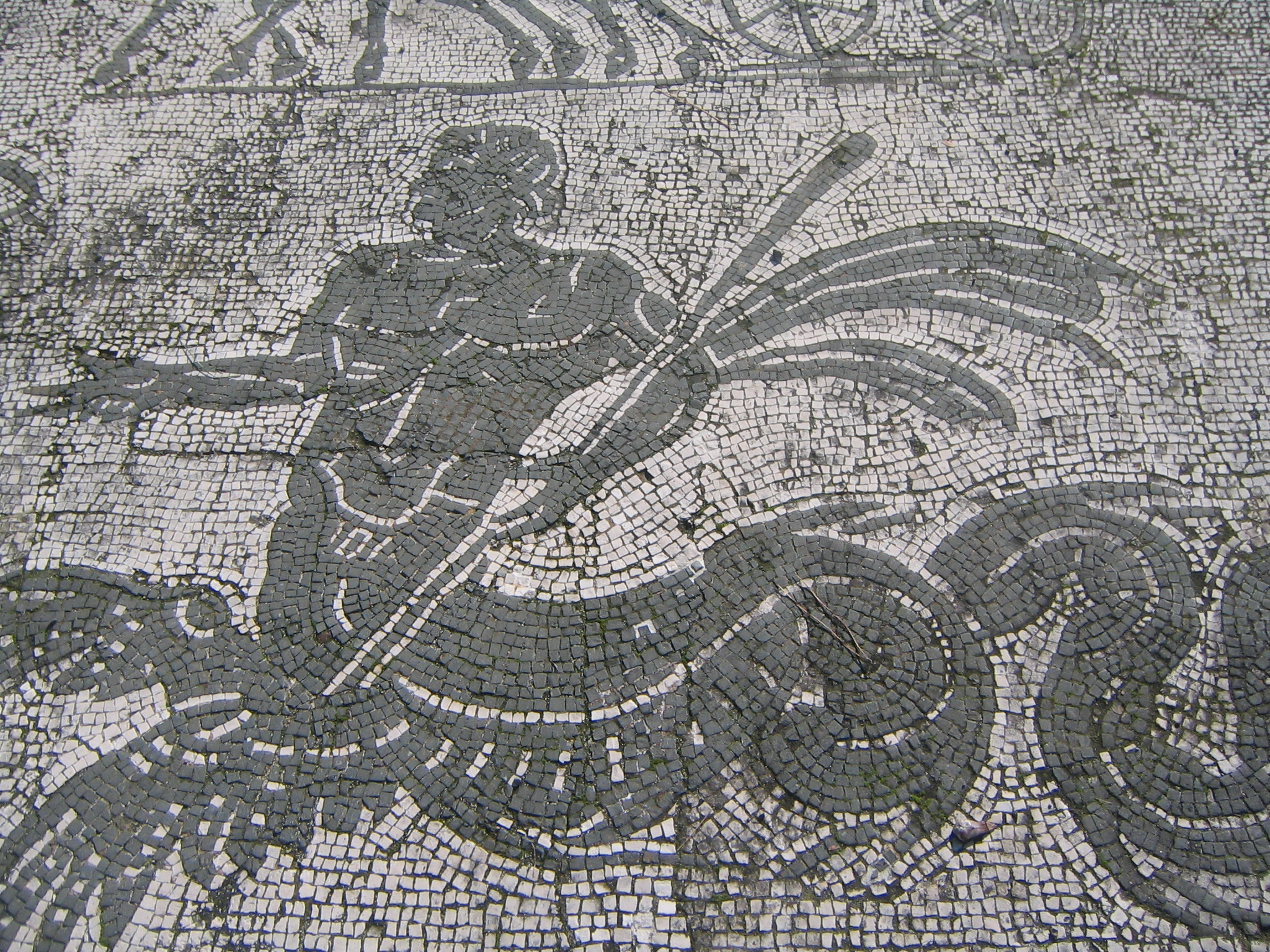
Dettaglio del mosaico

Le terme si trovavano vicino a Porta Romana, l'ingresso principale della città, comprese tra il Caseggiato del Cane Munnus (II,I,1) a est, i Magazzini Repubblicani (II,II,1-2) a sud, e gli Horrea Antoniniani (II,II,7) a ovest. Edificate nella prima metà del II secolo d.C., e ampiamente modificate nella seconda metà del terzo secolo d.C., probabilmente appartenevano alla corporazione dei Cisiarii, i carrettieri che trasportavano le persone da e per Roma lungo la via Ostiense.
Nel grande frigidarium nella parte settentrionale dell'edificio, si trova il mosaico che ha dato il nome alle terme; nel mosaico sono raffigurate due cinte murarie, una esterna e una più interna, e intorno a quest'ultime, vediamo le piccole carrozze a due ruote, chiamate in latino cisia, guidate dai cisiarii, i cocchieri. A est del frigidarium si trova una stanza contenente un mosaico bianco e nero con motivi geometrici, e a sud-ovest si trova una stanza riscaldata, con, nella parte occidentale, un'abside aggiunta nel terzo secolo, e un mosaico bianco e nero, anch'esso un'aggiunta del terzo secolo, con raffigurati una Nereide su un mostro marino, e nell'abside un amorino alato nudo.
Nella grande stanza centrale, circa 13 x 8 m., si trova una grande vasca in pietra; qui sono stati trovati molti frammenti di rilievi. A est si trovano una stanza originariamente riscaldata, che contiene un mosaico adrianeo di animali selvatici che cacciano, e una stanza con i resti di un mosaico raffigurante atleti, e un'iscrizione greca mutilata. L'edificio ospitava due Thermopolia, uno dei quali conserva i resti di un bancone nell'angolo nord-ovest, e un grande vaso di stoccaggio interrato, dolium defossum, nell'angolo sud-ovest.
Nella parte meridionale dell'edificio sono stati ritrovati resti lignei di una grande ruota idraulica, utilizzata per il sollevamento dell'acqua di falda, ancora presente nel sottosuolo ostiense. Nell'edificio sono state trovate anche due fornaci medievali per produrre calcina, contenenti diverse statue, che per qualche motivo non erano ancora state bruciate.